# マリア・ムホルトワ
マリア・ヴラディミロヴナ・ムホルトワ（ロシア語: Мари́я Влади́мировна Мухо́ртова, ロシア語ラテン翻字: Maria Vladimirovna Mukhortova, 1985年11月20日 - ）は、ロシア出身の女性フィギュアスケート選手。2010年バンクーバーオリンピックロシア代表。2008年欧州選手権2位、2005年世界ジュニア選手権優勝。パートナーはジェローム・ブランシャール、マキシム・トランコフ、パーヴェル・レベデフなど。

## 経歴
ロシアのサンクトペテルブルクで生まれ、5歳のころにスケートを始めた。スケート開始当初はリベツクに拠点を置き練習を重ねていたが、ペアスケーティングへ転向するためにサンクトペテルブルクに戻り、エゴール・ゴロフキンとペアを結成した。
ほどなくエゴール・ゴルフキンとのペアを解散し、2001年よりパーヴェル・レベデフと新たにペアを結成した。レベデフとのペアでは2001-2002シーズンおよび2002-2003シーズンのISUジュニアグランプリの2大会で優勝し、世界ジュニア選手権でも2002年、2003年と2大会連続で4位になるなどしたが、2002-2003シーズン終了後に解散し、マキシム・トランコフと新たにペアを結成した。
2003-2004シーズン、マキシム・トランコフとのペアで臨んだISUジュニアグランプリの2大会で連続優勝し、JGPファイナルおよび世界ジュニア選手権では3位となる。翌2004-2005シーズンにはISUジュニアグランプリのJGPハルビン、JGPブラオエン・シュベルター杯で連続優勝、JGPファイナルをも制し、世界ジュニア選手権も優勝を果たし、ジュニアクラスのタイトルを総なめする。またシニアクラスのISUグランプリシリーズにも出場し、ロシア杯では6位に終わったものの冬季ユニバーシアード競技大会では3位となるなどシニアクラスでも頭角を現した。
2005-2006シーズンよりシニアクラスに本格的に移行し、2006年世界選手権にも出場。2007-2008シーズン、初戦となったエリック・ボンパール杯ではISUグランプリシリーズで自身初の表彰台となる3位、次戦のロシア杯では自己最高得点をマークしたものの4位となった。フィンランディア杯では優勝、初出場の欧州選手権では2位となった。
2009-2010シーズン、エリック・ボンパール杯ではISUグランプリシリーズで初優勝、欧州選手権では2年連続の3位となった。バンクーバーオリンピックでは7位、世界選手権では自己最高の4位となった。このシーズンをもってトランコフとのパートナーシップを解消した。
2010年のシーズンオフにはフランス出身のジェローム・ブランシャールと組み、ロシア選手権に出場し7位となった。

## 主な戦績
- 2002-03まではパーヴェル・レベデフとペア
- 2003-04からはマキシム・トランコフとペア
- 2010-11はジェローム・ブランシャールとペア

| 大会/年                       | 2002-03 | 2003-04 | 2004-05 | 2005-06 | 2006-07 | 2007-08 | 2008-09 | 2009-10 | 2010-11 |
| ----------------------------- | ------- | ------- | ------- | ------- | ------- | ------- | ------- | ------- | ------- |
| 冬季オリンピック              |         |         |         |         |         |         |         | 7       |         |
| 世界選手権                    |         |         |         | 12      | 11      | 7       | 5       | 4       |         |
| 欧州選手権                    |         |         |         |         |         | 2       | 3       | 3       |         |
| ロシア選手権                  |         |         |         | 3       | 1       | 2       | 2       | 2       | 7       |
| GPファイナル                  |         |         |         |         |         |         | 6       | 4       |         |
| GPエリック杯                  |         |         |         |         |         | 3       | 2       | 1       |         |
| GPスケートアメリカ            |         |         |         |         | 5       |         | 3       |         |         |
| GPスケートカナダ              |         |         |         | 7       |         |         |         | 2       |         |
| GPロシア杯                    |         |         | 6       | 4       | 7       | 4       |         |         |         |
| ネーベルホルン杯              |         |         |         |         |         |         | 2       |         |         |
| フィンランディア杯            |         |         |         |         |         | 1       |         |         |         |
| ニース杯                      | 1 J     | 1 J     | 1       |         |         |         |         |         |         |
| ユニバーシアード              |         |         | 3       |         |         |         |         |         |         |
| 世界Jr.選手権                 | 4       | 3       | 1       |         |         |         |         |         |         |
| JGPファイナル                 | 8       | 3       | 1       |         |         |         |         |         |         |
| JGPブラオエン・シュベルター杯 | 2       |         | 1       |         |         |         |         |         |         |
| JGPハルビン                   |         |         | 1       |         |         |         |         |         |         |
| JGPバルト杯                   |         | 1       |         |         |         |         |         |         |         |
| JGPチェコスケート             |         | 1       |         |         |         |         |         |         |         |
| JGPベオグラード・スパロー     | 1       |         |         |         |         |         |         |         |         |

### 詳細
| 2010-2011 シーズン    |                                              |         |         |          |
| 開催日                | 大会名                                       | SP      | FS      | 結果     |
| 2010年12月26日 - 28日 | ロシアフィギュアスケート選手権（サランスク） | 7 53.78 | 8 94.85 | 7 148.63 |

| 2009-2010 シーズン    |                                                        |         |          |          |
| 開催日                | 大会名                                                 | SP      | FS       | 結果     |
| 2010年3月22日 - 28日  | 2010年世界フィギュアスケート選手権（トリノ）           | 4 69.48 | 4 127.91 | 4 197.39 |
| 2010年2月12日 - 28日  | バンクーバーオリンピック（バンクーバー）               | 8 63.44 | 5 122.35 | 7 185.79 |
| 2010年1月18日 - 24日  | 2010年ヨーロッパフィギュアスケート選手権（タリン）     | 3 73.54 | 3 128.49 | 3 202.03 |
| 2009年12月25日 - 26日 | ロシアフィギュアスケート選手権（サンクトペテルブルク） | 2 74.82 | 2 133.96 | 2 208.78 |
| 2009年12月3日 - 6日   | 2009/2010 ISUグランプリファイナル（東京）              | 3 69.78 | 3 128.57 | 4 198.35 |
| 2009年11月19日 - 22日 | ISUグランプリシリーズ スケートカナダ（キッチナー）     | 2 65.80 | 2 119.91 | 2 185.71 |
| 2009年10月15日 - 18日 | ISUグランプリシリーズ エリック・ボンパール杯（パリ）   | 2 66.88 | 1 126.05 | 1 192.93 |

| 2008-2009 シーズン    |                                                        |         |          |          |
| 開催日                | 大会名                                                 | SP      | FS       | 結果     |
| 2009年3月23日 - 29日  | 2009年世界フィギュアスケート選手権（ロサンゼルス）     | 4 66.88 | 7 111.01 | 5 177.89 |
| 2009年1月19日 - 25日  | 2009年ヨーロッパフィギュアスケート選手権（ヘルシンキ） | 1 69.62 | 4 112.45 | 3 182.07 |
| 2008年12月24日 - 28日 | ロシアフィギュアスケート選手権（カザン）               | 1 68.03 | 2 117.63 | 2 185.66 |
| 2008年12月10日 - 14日 | 2008/2009 ISUグランプリファイナル（高陽）              | 5 61.56 | 6 91.60  | 6 153.16 |
| 2008年11月13日 - 16日 | ISUグランプリシリーズ エリック・ボンパール杯（パリ）   | 2 64.84 | 3 106.03 | 2 170.87 |
| 2008年10月23日 - 26日 | ISUグランプリシリーズ スケートアメリカ（エバレット）   | 1 66.32 | 4 101.35 | 3 167.67 |
| 2008年9月25日 - 28日  | 2008年ネーベルホルン杯（オーベルストドルフ）           | 2 62.52 | 2 106.28 | 2 168.80 |

| 2007-2008 シーズン    |                                                        |         |          |          |
| 開催日                | 大会名                                                 | SP      | FS       | 結果     |
| 2008年3月17日 - 23日  | 2008年世界フィギュアスケート選手権（ヨーテボリ）       | 6 64.09 | 9 102.55 | 7 166.64 |
| 2008年1月21日 - 27日  | 2008年ヨーロッパフィギュアスケート選手権（ザグレブ）   | 2 62.73 | 2 106.68 | 2 169.41 |
| 2008年1月3日 - 7日    | ロシアフィギュアスケート選手権（サンクトペテルブルク） | 2 62.26 | 2 117.91 | 2 180.17 |
| 2007年11月22日 - 25日 | ISUグランプリシリーズ ロシア杯（モスクワ）             | 3 63.10 | 4 116.72 | 4 179.82 |
| 2007年11月15日 - 18日 | ISUグランプリシリーズ エリック・ボンパール杯（パリ）   | 3 61.76 | 4 108.06 | 3 169.82 |
| 2007年10月12日 - 14日 | 2007年フィンランディア杯（ヴァンター）                 | 1 55.76 | 1 112.58 | 1 168.34 |

| 2006-2007 シーズン    |                                                          |          |          |           |
| 開催日                | 大会名                                                   | SP       | FS       | 結果      |
| 2007年3月19日 - 25日  | 2007年世界フィギュアスケート選手権（東京）               | 12 56.14 | 11 94.29 | 11 150.43 |
| 2007年1月4日 - 7日    | ロシアフィギュアスケート選手権（モスクワ）               | 1 63.50  | 1 110.07 | 1 173.57  |
| 2006年11月23日 - 26日 | ISUグランプリシリーズ ロシア杯（モスクワ）               | 7 47.96  | 8 84.43  | 7 132.39  |
| 2006年10月26日 - 29日 | ISUグランプリシリーズ スケートアメリカ（ハートフォード） | 5 49.02  | 5 92.29  | 5 141.31  |

| 2005-2006 シーズン    |                                                        |          |          |           |
| 開催日                | 大会名                                                 | SP       | FS       | 結果      |
| 2006年3月20日 - 26日  | 2006年世界フィギュアスケート選手権（カルガリー）       | 12 46.67 | 12 89.03 | 12 135.70 |
| 2005年11月24日 - 27日 | ISUグランプリシリーズ ロシア杯（サンクトペテルブルク） | 4 49.24  | 4 97.18  | 4 146.42  |
| 2005年10月27日 - 30日 | ISUグランプリシリーズ スケートカナダ（セントジョンズ） | 7 45.56  | 7 90.56  | 7 136.12  |

| 2004-2005 シーズン     |                                                                |         |         |          |
| 開催日                 | 大会名                                                         | SP      | FS      | 結果     |
| 2005年2月28日 - 3月6日 | 2005年世界ジュニアフィギュアスケート選手権（キッチナー）       | 3 52.58 | 1 98.33 | 1 150.91 |
| 2004年12月2日 - 5日    | 2004/2005 ISUジュニアグランプリファイナル（ヘルシンキ）        | 1 56.36 | 1 96.93 | 1 153.29 |
| 2004年11月25日 - 28日  | ISUグランプリシリーズ ロシア杯（モスクワ）                     | 5 49.54 | 8 81.12 | 6 130.66 |
| 2004年11月4日 - 7日    | 2004年ニース杯（ニース）                                       | 2       | 1       | 1        |
| 2004年10月7日 - 10日   | ISUジュニアグランプリ ブラエオン・シュベルター杯（ケムニッツ） | 3 44.75 | 1 88.52 | 1 133.27 |
| 2004年9月16日 - 19日   | ISUジュニアグランプリ ハルビン（ハルビン）                     | 1 51.90 | 2 85.28 | 1 137.18 |

| 2003-2004 シーズン       |                                                      |    |    |      |
| 開催日                   | 大会名                                               | SP | FS | 結果 |
| 2004年2月29日 - 3月7日   | 2004年世界ジュニアフィギュアスケート選手権（ハーグ） | 3  | 3  | 3    |
| 2003年12月11日 - 14日    | 2003/2004 ISUジュニアグランプリファイナル（マルメ）  | 3  | 3  | 3    |
| 2003年10月30日 - 11月2日 | ISUジュニアグランプリ グダニスク杯（グダニスク）     | 1  | 1  | 1    |
| 2003年10月6日 - 9日      | 2003年ニース杯 ジュニアクラス（ニース）              | 1  | 1  | 1    |
| 2003年10月2日 - 5日      | ISUジュニアグランプリ チェコスケート（オストラヴァ） | 2  | 1  | 1    |

| 2002-2003 シーズン     |                                                                |    |    |      |
| 開催日                 | 大会名                                                         | SP | FS | 結果 |
| 2003年2月24日 - 3月2日 | 2003年世界ジュニアフィギュアスケート選手権（オストラヴァ）     | 4  | 4  | 4    |
| 2002年12月12日 - 15日  | 2002/2003 ISUジュニアグランプリファイナル（ハーグ）            | 7  | 6  | 8    |
| 2002年10月6日 - 10日   | ISUジュニアグランプリ ブラオエン・シュベルター杯（ケムニッツ） | 1  | 2  | 2    |
| 2002年9月12日 - 14日   | ISUジュニアグランプリ ベオグラード・スパロー（ベオグラード）   | 1  | 1  | 1    |

## プログラム使用曲
| シーズン  | SP                                                         | FS | EX                                                                   |
| --------- | ---------------------------------------------------------- | --- | -------------------------------------------------------------------- |
| 2009-2010 | 熱情 曲：シークレットガーデン                              | 映画『ある愛の詩』サウンドトラックより 作曲：フランシス・レイ 映画『ニュー・シネマ・パラダイス』サウンドトラックより 作曲：アンドレア・モリコーネ | Une Vie D'amour ボーカル：ミレイユ・マチュー、シャルル・アズナヴール |
| 2008-2009 | Nobody Home 作曲：ピンク・フロイド 演奏：ロンドン交響楽団  | お嬢さんとならず者 作曲：ドミートリイ・ショスタコーヴィチ                                                                                         | Соглашайся хотя бы на рай в шалаше ボーカル：ディアナ・アルベニナ    |
| 2007-2008 | 秋によせて 作曲：ラウル・ディ・ブラシオ                    | 前奏曲嬰ハ短調 作曲：セルゲイ・ラフマニノフ | アダージョ 作曲：シークレット・ガーデン                              |
| 2006-2007 | Music for Cinema 作曲：アルフレート・シュニトケ            | エレジー 作曲：セルゲイ・ラフマニノフ | Tale of Wandering 作曲：アルフレート・シュニトケ                     |
| 2005-2006 | Baxter                                                     | パガニーニの主題による狂詩曲 作曲：セルゲイ・ラフマニノフ                                                                                         | 映画『The Turkish Gambit』より                                       |
| 2004-2005 | キダム 『シルク・ドゥ・ソレイユ』より 作曲：ルネ・デュプレ | 想いの届く日 作曲：カルロス・ガルデル | 映画『The Turkish Gambit』より                                       |
| 2003-2004 | 映画『白夜の調べ』より 作曲：イサーク・シュワルツ          | 想いの届く日 作曲：カルロス・ガルデル |                                                                      |